# Antirrhea adoptiva
Espèce
Antirrhea adoptiva est une espèce de lépidoptères (papillons) de la famille des Nymphalidés et du genre Antirrhea.

## Systématique
L'espèce Antirrhea adoptiva a été décrite par Gustav Weymer en 1909 sous le nom initial de Sinarista adoptiva.

## Liste des sous-espèces
- Antirrhea adoptiva adoptiva présent en Colombie.
- Antirrhea adoptiva porphyrosticta Watkins, 1928 ; présent en Équateur
- Antirrhea adoptiva ssp ; présent au Venezuela.
- Antirrhea adoptiva ssp ; présent au Pérou[1].

## Écologie et distribution
Antirrhea adoptiva est présent au Venezuela, en Colombie, en Équateur et au Pérou.

### Protection
Pas de statut de protection particulier